# فاکتانی
فاکتانی (به لاتین: Whakatane) یک منطقهٔ مسکونی در نیوزیلند است که در Whakatāne District واقع شده‌است. فاکتانی ۴٬۴۴۲٫۰۷ کیلومتر مربع مساحت دارد.